# メロウハイプ
メロウハイプ（MellowHype）は、アメリカ合衆国カリフォルニア州ロサンジェルス出身のオルタナティブ・ヒップホップ・デュオ。メンバーはホッジー・ビーツとレフト・ブレインの2人で、タイラー・ザ・クリエイターが主宰するヒップホップコレクティヴOdd Futureのメンバーでもある。

## 来歴
2006年、ホッジー・ビーツとレフト・ブレインが出会い、コラボレーションを始める。MellowHypeでは、Left Brain (Mellow)がプロデュース、Hodgy Beats (Hype)がラップを担当した。
2010年2月24日、MellowHypeはOdd Futureのミックステープ『YelloWhite』でデビューした。10月31日、デビュー・アルバム『BlackenedWhite』がリリースされた。
2011年7月12日、ファット・ポッサム・レコーズから『BlackenedWhite』のリマスター・ヴァージョンがリリースされる。
2012年10月9日、2作目のアルバム『Numbers』がリリースされる。
2013年4月20日、ホッジーとレフト・ブレインは新たなメンバーにドモ・ジェネシスを迎えMellowHighとしての楽曲「Troublesome 2013」をリリースする。10月31日、MellowHighとしてのアルバム『MellowHigh』をリリースした。
2014年7月4日、MellowHypeはミックステープ『INSA（I Need Some Answers）』をリリースする。
2015年1月18日、ホッジー・ビーツはMellowHypeの解散を発表した。ホッジー・ビーツとレフト・ブレインは今後も一緒に音楽を作り続けるが、MellowHypeという名前ではなくなると述べている。
2017年2月6日、MellowHypeは『Left Brain's Mind Gone Volume 1』で再結成した。

## ディスコグラフィー

### スタジオ・アルバム
- BlackenedWhite (re-release) (2011年)
- Numbers (2012年)

### ミックステープ
- YelloWhite (2010年)
- BlackenedWhite (2010年)
- MELLOWHYPEWEEK (2012年)
- INSA (I Need Some Answers) (2014年)